# Hans của Đan Mạch
Hans (tên gốc là Johannes, 2 tháng 2 năm 1455 – 20 tháng 2 năm 1513) là một vị quân chủ của Scandinavia dưới Liên minh Kalmar, là vua của Đan Mạch (1481–1513), Na Uy (1483–1513) và Thụy Điển (1497–1501) với tên Johan II, và là Công tước xứ Schleswig và Holstein khi đồng cai trị với em trai Frederik từ năm 1482 đến năm 1513. Ba mục tiêu chính trị quan trọng nhất của Hans là khôi phục Liên minh Kalmar, giảm bớt sự thống trị của Liên minh Hanse và xây dựng quyền lực hoàng gia Đan Mạch hùng mạnh.

## Tiểu sử
Hans của Đan Mạch sinh ra tại Lâu đài Aalborghus tại thành phố Aalborg thuộc Bắc Jylland, và là con trai thứ ba của Vua Christian I và Dorothea xứ Brandenburg, con gái của Phiên hầu tước Johann xứ Brandenburg. 
Hans kết hôn với Christina xứ Sachsen, cháu gái của Friedrich II xứ Sachsen vào năm 1478, và có hậu duệ là Christian II, Frans, Knud và Elisabeth, người sau này trở thành Tuyển hầu phu nhân xứ Brandenburg.

## Qua đời
Vua Hans qua đời vào năm 1513 tại Lâu đài Aalborghus vào một thời gian ngắn sau khi bị ngã khỏi ngựa, sau đó Nhà vua được chôn cất tại nhà thờ của tu viện dòng Phanxicô tại Odense. Vương hậu Christina, người sống những năm cuối đời trong một tu viện ở Odense, đã giao cho nhà điêu khắc người Đức nổi tiếng Claus Berg xây dựng một nhà nguyện chôn cất tráng lệ, nơi Vương hậu và chồng được an nghỉ sau khi qua đời vào năm 1521. Bức trang trí sau bàn thờ được chạm khắc theo phong cách hậu Gothic do Berg chạm khắc từ năm 1515 đến năm 1525 là một trong những báu vật quốc gia của Đan Mạch. Con trai của Vua Hans và Vương hậu Christina là Christian II cùng vợ là Isabel của Áo cũng được chôn cất tại nhà nguyện của Vương thất. Năm 1807, nhà thờ bị phá hủy và bức trang trí của Berg cùng sáu thi hài hoàng gia đã được chuyển đến Nhà thờ chính tòa Thánh Knud cũng nằm tại Odense.
Người kế vị của Hans là Christian II lên ngôi nhưng bị phế truất vào năm 1523. Dòng dõi huyết thống của Vua Hans cuối cùng đã quay trở lại ngai vàng Đan Mạch và Na Uy với Vua Christian IV của Đan Mạch, chắt của con gái ông là Tuyển hầu phu nhân Elisabeth.

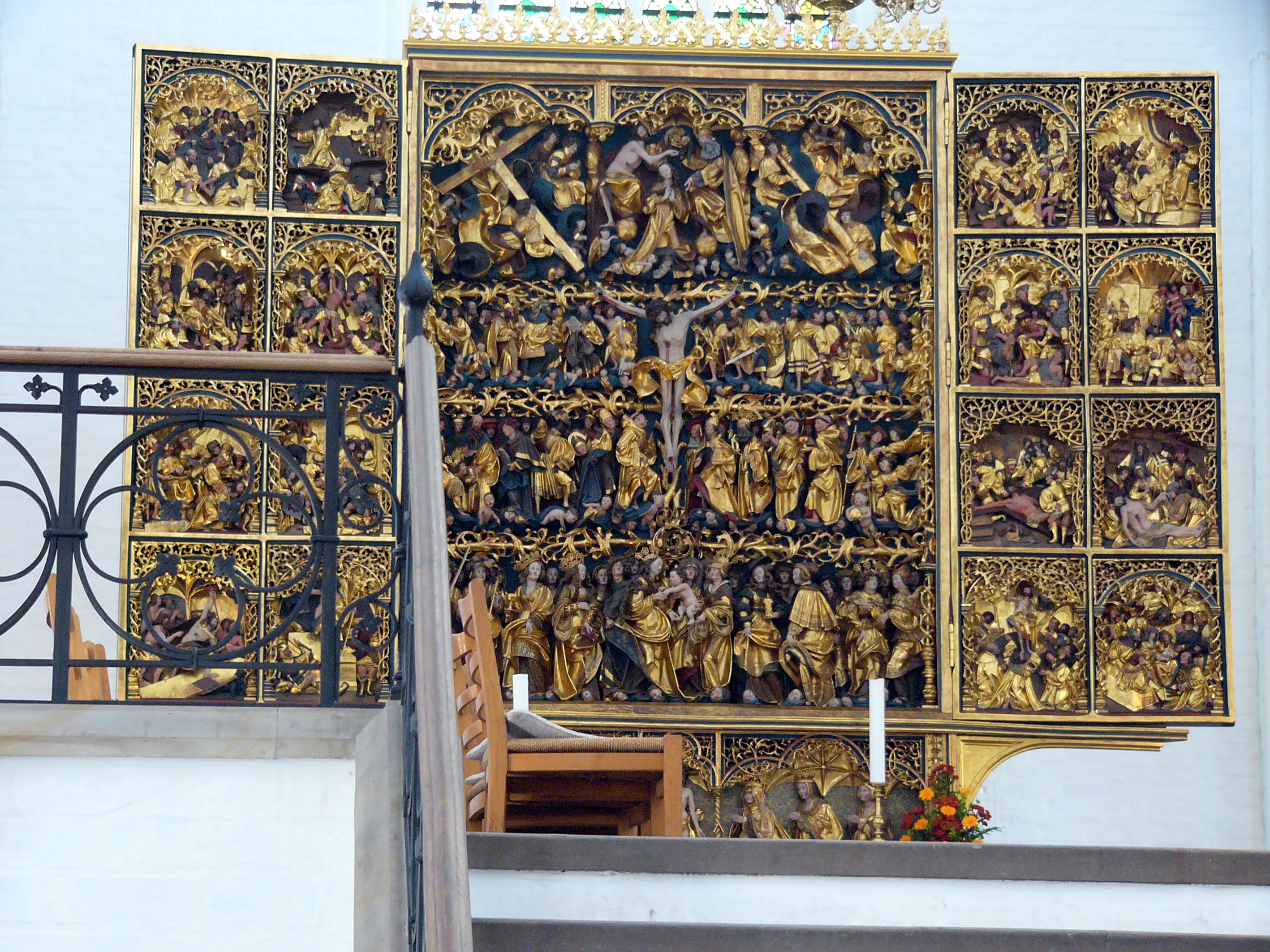
Bức trang trí sau bàn thờ của Claus Berg, hiện được trưng bày tại Nhà thờ chính tòa Thánh Knud.

## Con cái
Hans và Christina có tổng cộng năm hoặc sáu người con.
| Tên          | Sinh - Mất                                | Ghi chú                                                                          |
| ------------ | ----------------------------------------- | -------------------------------------------------------------------------------- |
| Hans         | 1479 – 1480                               | Qua đời khi còn nhỏ                                                              |
| Ernst        | 1480 – 1480                               | Qua đời khi còn nhỏ                                                              |
| Christian II | 1 tháng 7 năm 1481– 25 tháng 1 năm 1559   | Vua của Đan Mạch, Na Uy và Thụy Điển, có hậu duệ.                                |
| Jakob        | 1484 – 1566                               | Có thế là Jacob người Daci                                                       |
| Elisabeth    | 24 tháng 6 năm 1485 – 10 tháng 6 năm 1555 | Kết hôn với Joachim I Nestor, Tuyển hầu xứ Brandenburg vào năm 1502, có hậu duệ. |
| Frans        | 15 tháng 7 năm 1497 – 1 tháng 4 năm 1511  |                                                                                  |